# Деалу Обеждеанулуј (Арђеш)
Деалу Обеждеанулуј (рум. Dealu Obejdeanului) насеље је у Румунији у округу Арђеш у општини Морарешти. Oпштина се налази на надморској висини од 515 m.

## Становништво
Према подацима из 2002. године у насељу је живело 135 становника, од којих су сви румунске националности.